# Zain-ul-Abidin
Zain-ul-Abidin oder mit vollem Namen Ghiyas-ud-Din Zain-ul-Abidin (reg. 1420–1470) war der siebte oder achte Sultan der afghanischstämmigen und seit der Mitte des 14. Jahrhunderts über weite Teile der Region Kaschmir herrschenden Shah-Miri-Dynastie. Sein volkstümlicher Beiname lautete Bud Shah („großer König“).

## Biografie
Zain-ul-Abidin war ein nachgeborener Sohn Sikandar Butshikans (reg. 1389–1413). Er kam erst an die Macht als sein älterer Bruder Ali Shah (reg. 1413–1420) beschloss, eine Pilgerfahrt nach Mekka zu unternehmen. Ali Shah brach die Pilgerreise jedoch ab und versuchte mit militärischen Mitteln seinen Thron zurückzugewinnen. Sein weiteres Schicksal ist unklar.
Zain-ul-Abidin erwies sich als friedlicher und auch in religiösen Belangen eher toleranter Herrscher. Dennoch sah er sich zu Beginn seiner Herrschaft Unruhen bzw. Aufständen in Ladakh und Baltistan gegenüber und führte eine militärische Expedition in die von seinem Großvater eroberten Gebiete. Mit anderen Nachbarstaaten unterhielt er jedoch freundschaftliche Beziehungen und so war seine Herrschaft nicht von kriegerischen Aktivitäten begleitet.
Am Ende seines Lebens unternahmen seine drei Söhne Adam Khan, Haji Khan und Bahram Khan Maßnahmen zu seiner Absetzung, die er jedoch erfolgreich unterband. Letztlich folgte ihm Haji Khan als Thronerbe nach. Sein Mausoleum befindet sich in Srinagar.

## Politik
Die Politik Zain-ul-Abidins ist gekennzeichnet durch seine Fähigkeit Interessenausgleiche herzustellen. So delegierte er den Großteil der niederen Rechtsprechung an die Dorfgemeinschaften. Daneben finanzierte er zahlreiche Bewässerungsprojekte und Brückenbauten. Er setzte Steuererleichterungen durch und schaffte die Dschizya-Kopfsteuer für Nichtmuslime ab; außerdem verbot er das Schlachten von Kühen, ließ jedoch die Tradition der ‚freiwilligen‘ Witwenverbrennungen weiterbestehen. Schließlich ging er sogar so weit, die während der Herrschaft seines Vaters aus Kaschmir geflüchteten Hindus zur Rückkehr aufzufordern. Er ließ das Mahabharata und andere Hindu-Schriften ins Persische übersetzen.